# 歐菲光
歐菲光集團股份有限公司（深交所：002456）是一家中国科技公司，主营業務為觸控螢幕模组、摄像头模组、指纹识别模组，近年更向智能汽车领域发展。

## 历史
2002年8月成立，於深圳、南昌、苏州及广州有四座生产基地。在中国大陆，有一个国家重点实验室、两个省级工程中心；在台灣台北市設有研發中心，国际上，在圣何塞、底特律、东京、水原、芬兰等地设立了研发中心。
2010年8月3日，在深圳证券交易所挂牌上市。
2016年，公司收购了索尼的中国华南工厂。
2017年，公司參與了蘋果公司iPhone 8和iPhone X前置摄像头的供應鏈。2017年12月，苹果公司CEO提姆·庫克拜访了欧菲光工厂。同年，「深圳欧菲光科技股份有限公司」更名為「欧菲科技股份有限公司」。
2018年，公司参与華為P20镜头的供應鏈。同年10月24日，全資子公司南昌歐菲光電與日本富士菲林及其全資子公司富士中國就鏡頭相關共985項專利轉讓事宜、專利許可事宜，以及全面收購富士膠片光電（天津）有限公司的100%股權達成一致協議。
2019年3月27日，「欧菲科技股份有限公司」更名為「欧菲光集团股份有限公司（OFILM Group Co., Ltd.）」。同年5月28日，南昌市政府旗下之南昌工業控股以每股八元人民幣、斥資34.7億向控股股东深圳市欧菲投资控股有限公司及其一致行动人裕高（中國）有限公司購入歐菲光43,405.87萬股（佔公司總股本16％），成為最大股東。
2020年3月2日，英國廣播公司（BBC）報導，根據智庫「澳大利亞戰略政策研究所」的最新報告，有超過八萬名中國新疆維吾爾族人被中國政府運送到一些全球知名品牌工廠中強制勞動，不但侵犯了維吾爾族人的權利，也剝削了維族的經濟利益。其中，蘋果供應商歐菲光科技股份有限公司於2017年曾接收新疆洛浦縣運送來的維族強制勞動力700人，蘋果總裁提姆·庫克曾到訪過該公司及工廠視察。苹果隨後回覆BBC，已调查了针对欧菲光的指控，但没有发现任何问题，“我们在苹果生产线上没有发现存在强迫劳动的证据，另外我们计划继续监控。」
2020年7月20日，美国商务部将11家其称与新疆维吾尔族人权侵犯行为有牵连的中国公司列入黑名单。该部门说，这些企业涉及中共针对维吾尔人和其他穆斯林少数民族群体的强迫劳动。名单上包括昌吉溢达纺织、合肥宝龙达信息技术、合肥美菱、和田浩林发饰品、和田泰达服饰、今创集团、南京新一棉纺织、南昌欧菲光科技与碳元科技。
2021年3月17日彭博社消息，欧菲光遭美国苹果公司移除出供应商名单，但中方並未回應此事，據傳原因是中國政府一個讓维吾尔族到新疆以外地區求職的工作計畫，但西方監管機構認為該行為屬於“强迫劳动”，依規定使得苹果公司必須终止与欧菲光的采购关系。
2021年3月16日，欧菲光發佈公告，證實與特定用戶終止關係，一般認為該特定用戶就是營收佔比超過22％的蘋果公司。
2022年6月28日，美国政府最终用户审查委员会（ERC）做出最终决定，将南昌欧菲光科技有限公司正式从美国商务部工业和安全局（BIS）实体清单中移除。